# Anton Mutschlechner
Anton Mutschlechner (* 26. August 1795 in Tristach, Gefürstete Grafschaft Tirol; † 18. April 1846 in Innsbruck) war ein österreichischer Architekt. Er war lange im Großherzogtum Baden tätig.

## Leben und Wirken

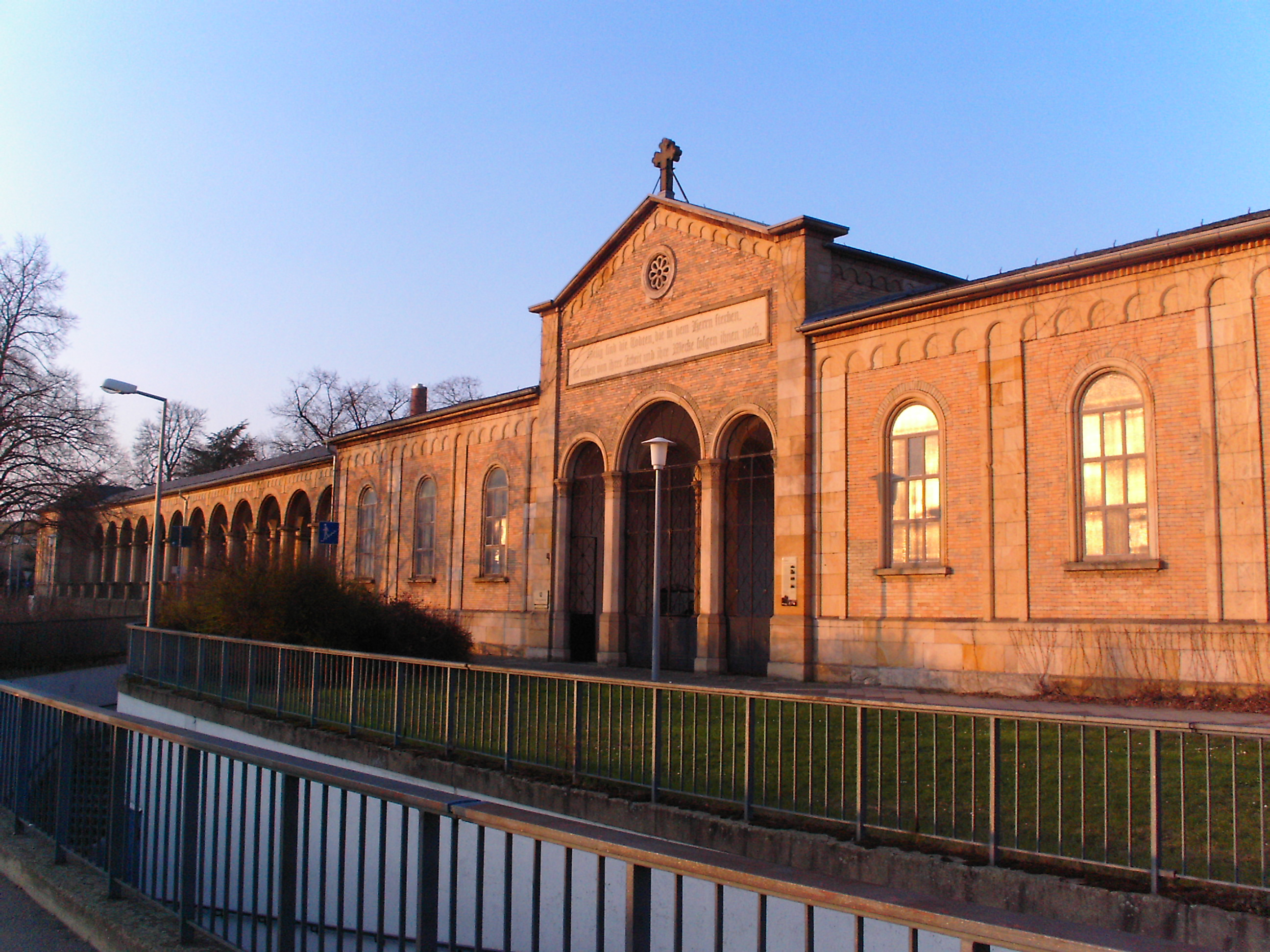
Haupteingang und Arkaden am Hauptfriedhof Mannheim, 1841

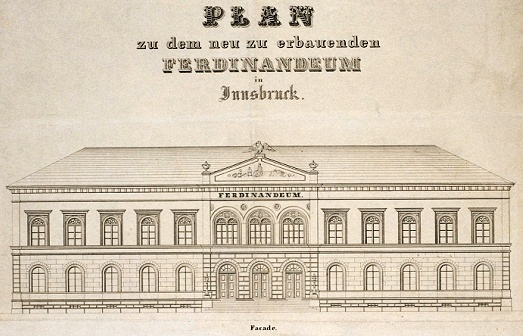
Entwurf zum Tiroler Landesmuseum Ferdinandeum, 1842 (umgebaut und verändert 1884–1886)

Er war der Sohn des aus Lavant stammenden Anton Mutschlechner dem Älteren (1757–1822) und dessen Ehefrau Maria Mutschlechner geb. Lamprechter (1766–1815). Der Vater war Baumeister und errichtete in Osttirol diverse Kirchen. 
Mutschlechner besuchte die Realschule in Klagenfurt, studierte Architektur an der Münchner Kunstakademie und komplettierte seine Ausbildung in Rom. Im Jahre 1825 kehrte er in die Heimat zurück und besuchte zu Studienzwecken die meisten deutschen Hauptstädte. 1826 übernahm ihn das Großherzogtum Baden als Architekt in den Staatsdienst. Er war am Bau verschiedener Staatsgebäude und Kirchen beteiligt und wurde schließlich Bauführer beim Wiederaufbau der niedergebrannten Stadt Triberg im Schwarzwald.  
Ab 1832 bereiste Mutschlechner nochmals zu Fortbildungszwecken Italien. 1834 ließ er sich als freier Architekt in Karlsruhe nieder und publizierte seine Eindrücke und Ideen in einschlägigen Zeitschriften. Am Mittel- und am Oberrhein erbaute er herrschaftliche Domizile für die gehobene Gesellschaftsschicht. 
Von 1839 bis 1842 wirkte Mutschlechner als Stadtbaumeister in Mannheim. Neben Villen und Bürgerhäusern, wie dem im Zweiten Weltkrieg zerstörten Palais Lauer oder dem 1952 abgerissenen Palais Scipio, schuf er hier u. a. die 125 Meter lange Eingangs- und Arkadenhalle des Neuen Hauptfriedhofs, die eines seiner bedeutendsten Werke wurde. Einen ähnlichen, kleineren Bau führte er am nahen Jüdischen Friedhof aus, der jedoch 1903 umgestaltet und 1938 bei den Novemberpogromen durch SA-Männer gesprengt wurde.
Mutschlechner oblag die Planung und Bauleitung für beide 1841/1842 angelegten Friedhöfe Mannheims, wovon er den Hauptfriedhof im italienischen Camposanto-Stil entwarf.
Von Mannheim aus legte Mutschlechner 1842 einen Plan für den Neubau des Tiroler Landesmuseums Ferdinandeum vor, der angenommen wurde. Noch im gleichen Jahr kehrte er nach Tirol zurück, begann mit der Ausführung und wurde zum Stadtbaumeister der Landeshauptstadt Innsbruck ernannt. Das Museumsgebäude wurde von 1884 bis 1886 durch Umbauten verändert.
Mutschlechner erlitt während des Museumsbaues einen Schlaganfall und starb 1846 an dessen Folgen.

## Familie
Anton Mutschlechners Sohn Julius studierte ebenfalls Architektur an der Münchner Kunstakademie und wurde 1844 dort immatrikuliert. Mutschlechners Bruder Alois (* 1797) betätigte sich im gleichen Fach und erbaute u. a. die Pfarrkirche in Niederrasen (1822) und die Pfarrkirche in Sexten. 

## Galerie

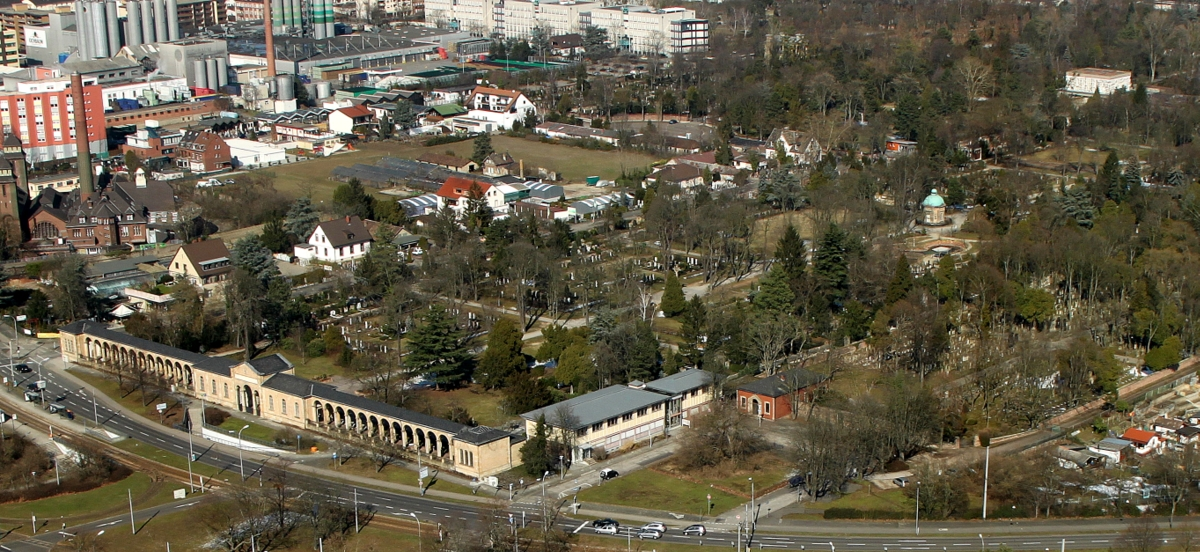
Hauptfriedhof Mannheim vom Fernsehturm aus, mit Mutschlechners monumentaler Hauptfassade
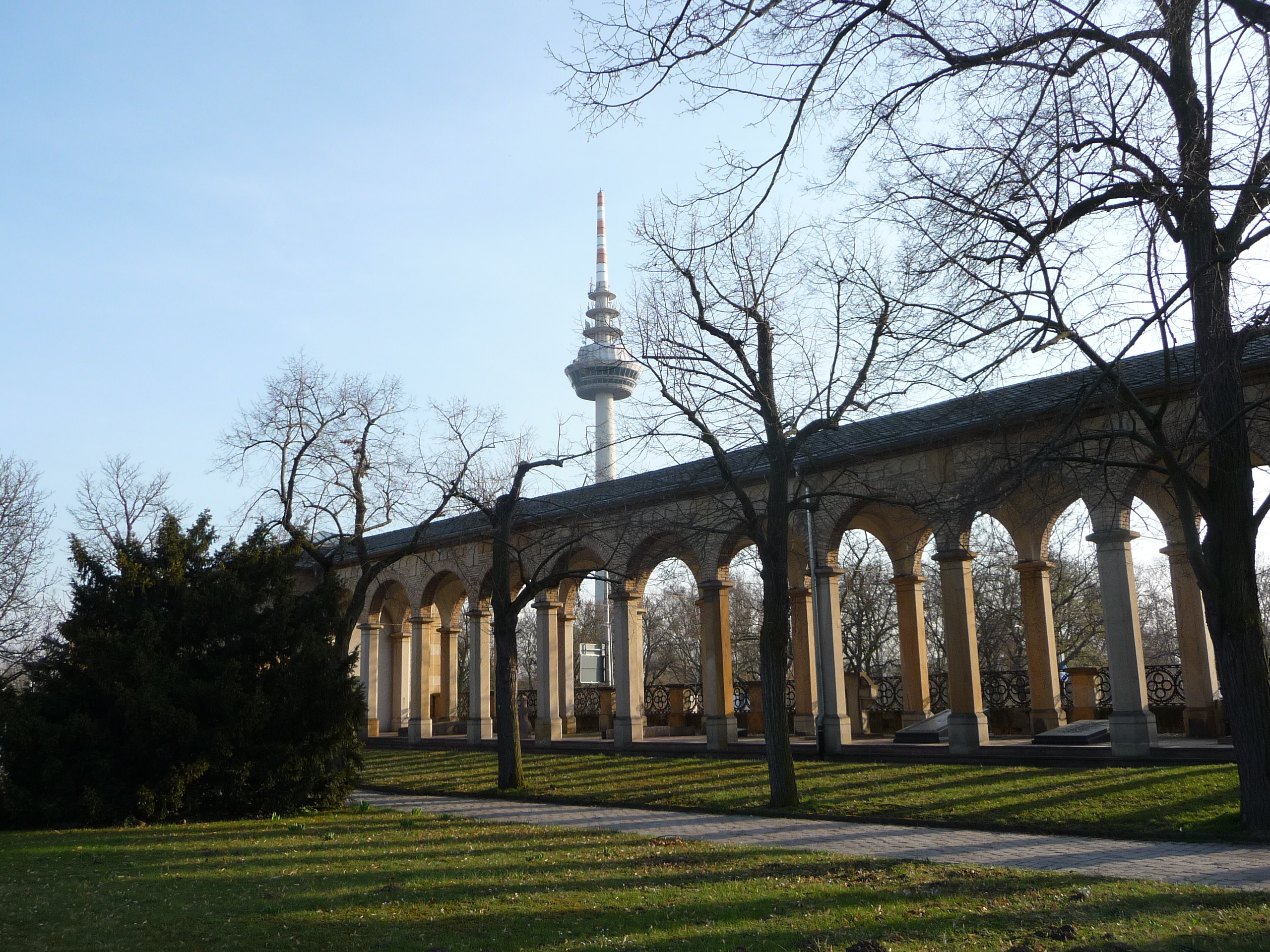
Hauptfriedhof Mannheim, Teilansicht der Arkaden mit darunter platzierten Gräbern
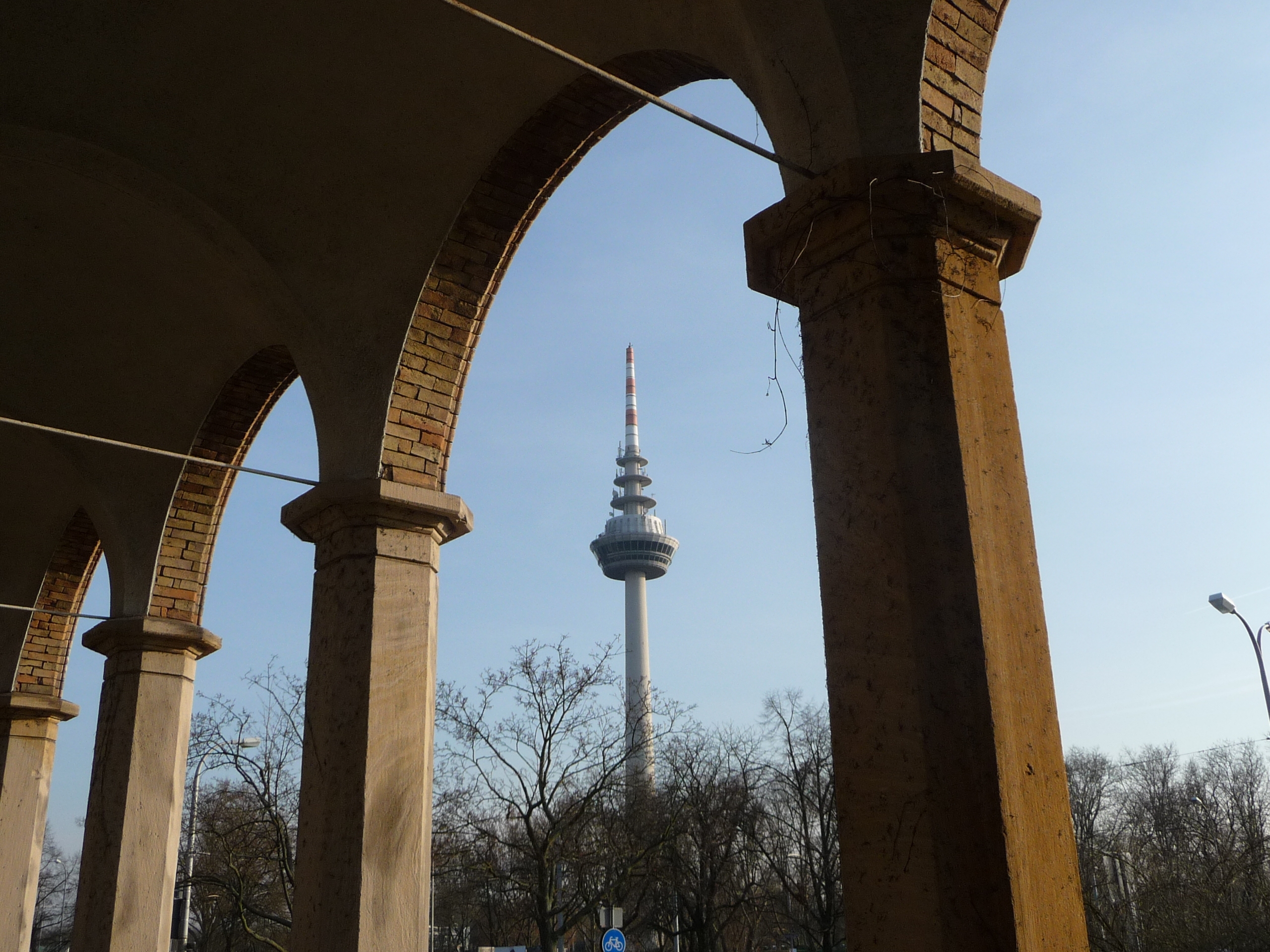
Blick durch Mutschlechners Arkaden auf den Mannheimer Fernsehturm
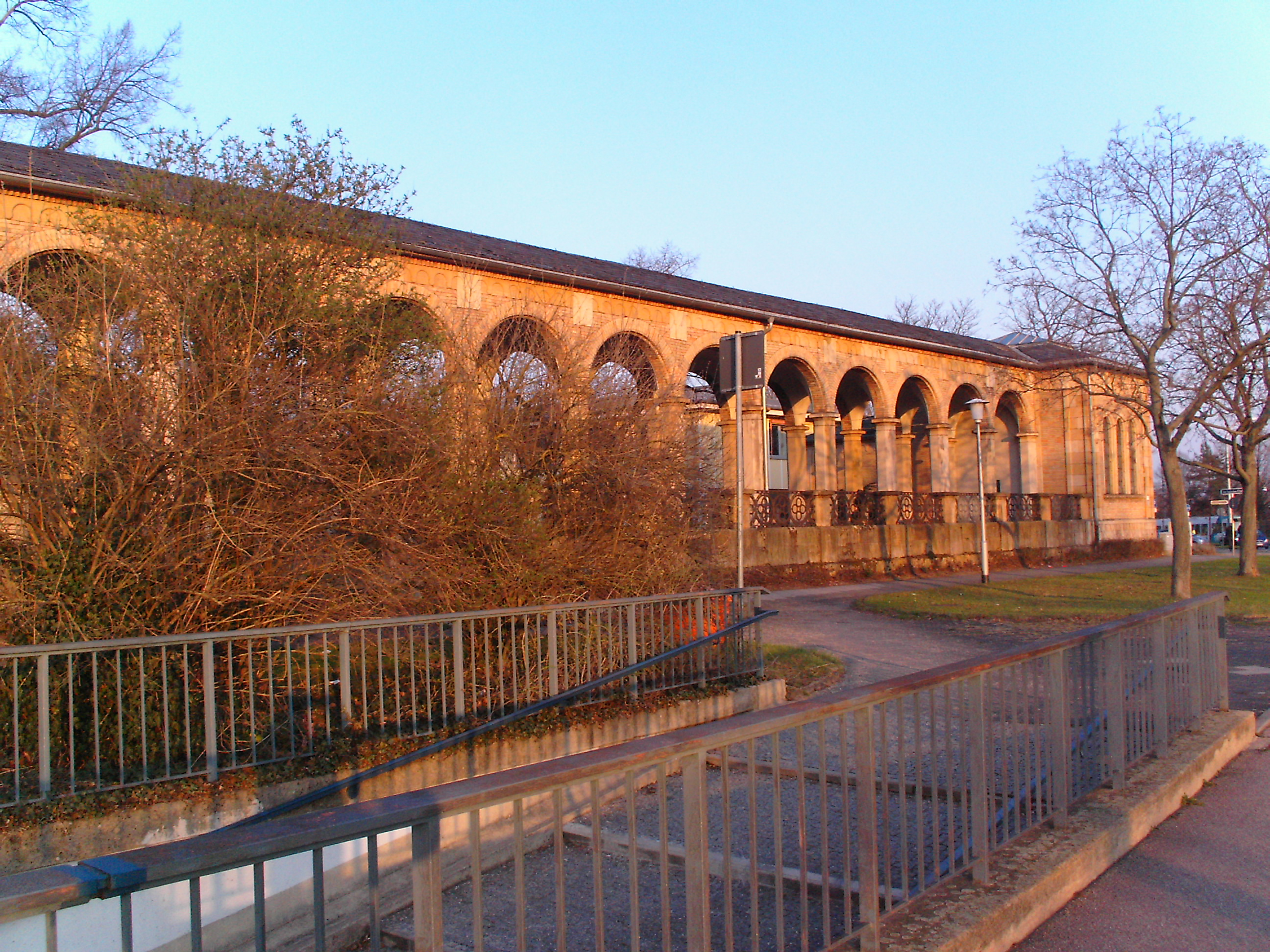
Hauptfriedhof Mannheim, Teilansicht eines Arkadenflügels von der Straße her
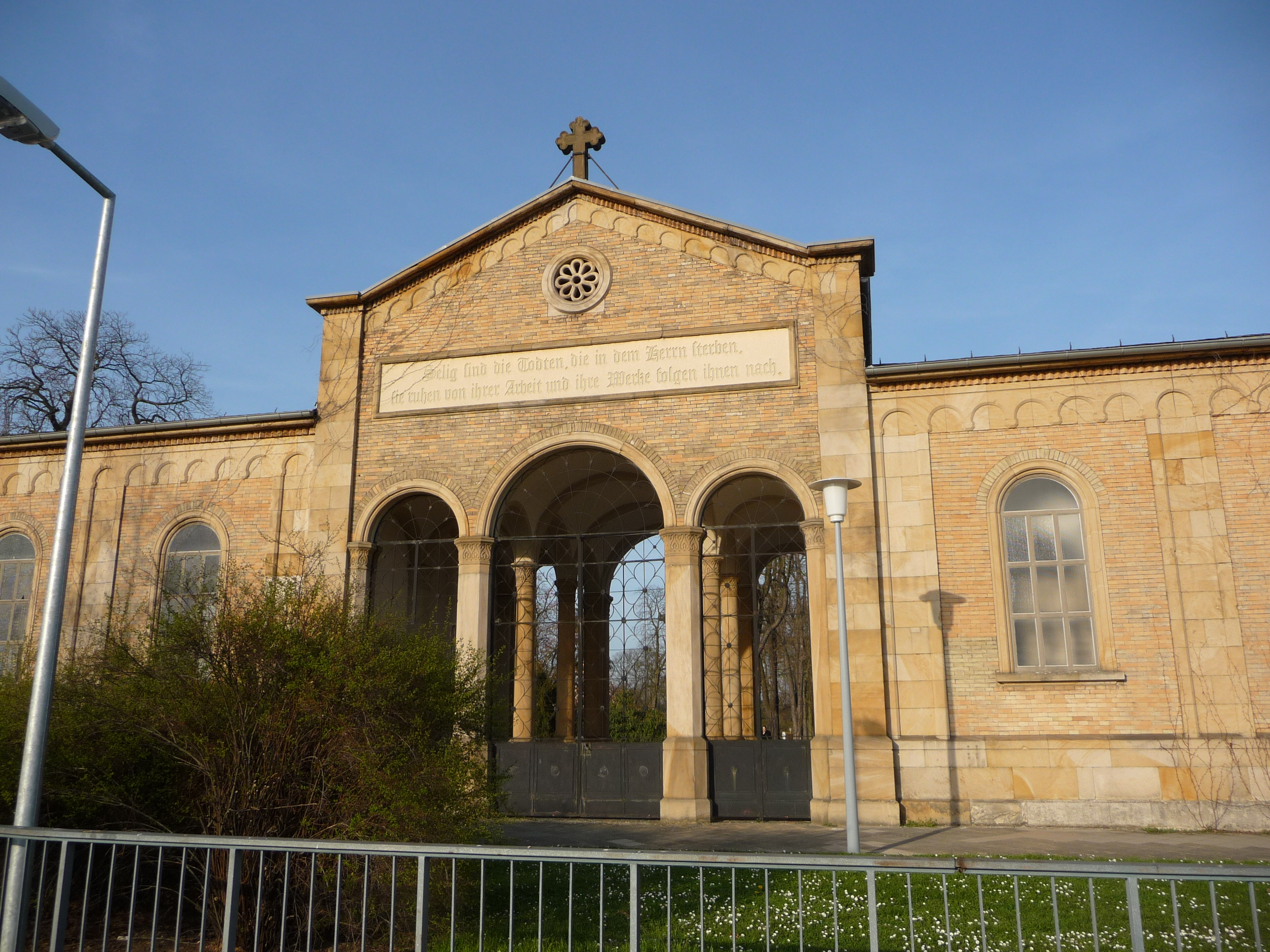
Haupteingang des Mannheimer Friedhofs